# Sfax (Q182)
«Сфакс» (Q182) (фр. Sfax (Q182) — військовий корабель, великий океанський підводний човен типу «Редутабль» військово-морських сил Франції часів Другої світової війни.
Підводний човен «Сфакс» був закладений 28 липня 1931 року на верфі компанії Ateliers et Chantiers de la Loire у Нанті. 6 грудня 1934 року він був спущений на воду. 7 вересня 1936 року корабель увійшов до складу ВМС Франції.

## Історія служби
Підводний човен проходив службу в лавах французького флоту. Взимку 1939—1940 років входив разом з човнами «Касаб'янка», «Акілле» та «Пасте» до французького угруповання, що залучалося до супроводження конвоїв союзників з Галіфакса до Британії.
18 червня 1940 року внаслідок наближення військ вермахту до порту Брест «Сфакс» разом із підводними човнами «Касаб'янка», «Персе», «Орфі», «Понселе», «Аякс», «Сірсе», «Тетіс», «Каліпсо», «Амфітріт», «Амазон», «Антіоп», «Сібил» та «Медузе» евакуювався до Касабланки. Після поразки Франції у Західній кампанії весною-літом 1940 року корабель продовжив службу у складі військово-морських сил уряду Віші.
28 жовтня 1940 року човен разом з «Касаб'янка», «Бевез'е» і «Сіді-Ферух» переведений у 2-гу дивізію підводних човнів до Французького Марокко. У листопаді 1940 року човен разом із підводними човнами «Сіді Феррух», «Медузе», «Антіоп», «Амфітріт», «Амазон», «Сібил» та «Орфі» дислокувався в Касабланці.
19 грудня 1940 року «Сфакс» здійснював перехід з Касабланки до Дакара, супроводжуючи танкер «Рона» (2 785 BRT), яких виявив та помилково торпедував поблизу Кабо Хубі німецький підводний човен U-37. У наслідок атаки «Сфакс» потонув, з 69 членів екіпажу, які перебували на борту, вижили лише четверо.